# Mentalist (televizijska serija)
Mentalist (engl. The Mentalist) je kriminalistička televizijska serija koja se u Americi emitirala od 23. rujna 2008. do 18. veljače 2015. godine, emitirana je 151. epizoda kroz sedam sezona, na CBS-u. Seriju je stvorio Bruno Heller, koji je ujedno i izvršni producent. Glavni protagonist serije je Patrick Jane (tumači ga Simon Baker), istražitelj koji u rješavanju zločina koristi visoko razvijene vještine primjećivanja, zaključivanja i umne manipulacije kako bi pomogao Istražnom uredu Kalifornije (CBI)(u 6. i 7. sezoni FBI-u) pri rješavanju složenih kriminalističkih istraga.

## Radnja
U uspješnoj karijeri kao vidovnjak Patrick Jane pomaže policiji uhvatiti serijskog ubojicu poznatog kao Crveni John nakon što ga pogrdno isprovocira u medijima Crveni John Patricku ubije suprugu i kćer nakon čega se pridružuje timu Istražnog ureda Kalifornije, instituciji koja pomaže lokalnim, državnim i federalnim agencijama u rješavanju složenih kriminalističkih istraga.
Iako je nepredvidljiv i poznat po zaobilaženju pravila, njegove kolege, agenti Kimball Cho, Wayne Rigsby i Grace Van Pelt, dive se njegovom šarmu i rješavanju slučajeva uočavajući najsitnije pojedinosti. Njegova nadređena Theresa Lisbon je dosta konvencionalna policajka koju njegovi postupci često dovode na rub živaca a nerijetko i problema s nadređenima. Patrick Jane pomoću svog dara uvijek ide korak ispred forenzičarskih analiza i svojih kolega. Igrajući umne igre on kriminalcima složenih profila i poremećenih umova postavlja sofisticirane umne zamke koje navode svjedoke i osumnjičene da razotkriju činjenice kojih ni sami nisu svjesni. Iako je priznao da nema paranormalne, već samo mentalne sposobnosti,  Jane će pak nerijetko izigravati vidovnjaka kako bi raskrinkao pojedine kriminalce ili zbijao šale s redarstvenicima koji su mu neskloni. U više navrata, Jane pokazuje cijeli skup vještina koje odlikuju opsjenare i kockarske varalice.
Njegov posljednji čin u CBI-u je bio pronaći Red Johna i ubiti ga. Nakon što je dvije godine proveo skrivajući se, Jane je sklopio nagodbu s FBI-em da radi za njih, dovozeći sa sobom bivšu CBI-jevu agenticu Teresu Lisbon. Kimball Cho njihov bivši kolega iz CBI-ja također radi s njima, a dobili su i novu kolegicu FBI agenticu Kim Fischer. Supervizor im je FBI agent Dennis Abbott i sada su bazirani u  Austinu, Teksas. Ostatak kolega iz bivšeg CBI tima, Wayne Rigsby i Grace Van Pelt su osnovali vlastitu sigurnosnu tvrtku, ali su i dalje u kontaku s bivšim kolegama.

## Uloge
| Uloga          | Glumac/ica      | Pozicija                        | Sezone       | Sezone       | Sezone       | Sezone       | Sezone       | Sezone       | Sezone       |
| Uloga          | Glumac/ica      | Pozicija                        | 1            | 2            | 3            | 4            | 5            | 6            | 7            |
| -------------- | --------------- | ------------------------------- | ------------ | ------------ | ------------ | ------------ | ------------ | ------------ | ------------ |
| Patrick Jane   | Simon Baker     | Savjetnik                       | Glavna uloga | Glavna uloga | Glavna uloga | Glavna uloga | Glavna uloga | Glavna uloga | Glavna uloga |
| Teresa Lisbon  | Robin Tunney    | CBI Specijalni agent            | Glavna uloga | Glavna uloga | Glavna uloga | Glavna uloga | Glavna uloga | Glavna uloga | Glavna uloga |
| Kimball Cho    | Tim Kang        | CBI Specijalni agent supervizor | Glavna uloga | Glavna uloga | Glavna uloga | Glavna uloga | Glavna uloga | Glavna uloga | Glavna uloga |
| Wayne Rigsby   | Owain Yeoman    | CBI Specijalni agent            | Glavna uloga | Glavna uloga | Glavna uloga | Glavna uloga | Glavna uloga | Glavna uloga | Gost         |
| Grace Van Pelt | Amanda Righetti | CBI Specijalni agent            | Glavna uloga | Glavna uloga | Glavna uloga | Glavna uloga | Glavna uloga | Glavna uloga | Gost         |
| Dennis Abbott  | Rockmond Dunbar | FBI Specijalni agent supervizor |              |              |              |              |              | Glavna uloga | Glavna uloga |
| Kim Fischer    | Emily Swallow   | FBI Stariji specijalni agent    |              |              |              |              |              | Glavna uloga |              |
| Jason Wylie    | Joe Adler       | FBI Specijalni agent            |              |              |              |              |              | Glavna uloga | Glavna uloga |
| Michelle Vega  | Josie Loren     | FBI Specijalni agent            |              |              |              |              |              |              | Glavna uloga |

## Epizode
| Sezona | Sezona | Epizode | Izvorno emitiranje | Izvorno emitiranje |
| Sezona | Sezona | Epizode | Premijera sezone   | Finale sezone      |
| ------ | ------ | ------- | ------------------ | ------------------ |
|        | 1      | 23      | 23. rujna 2008.    | 19. svibnja 2009.  |
|        | 2      | 23      | 24. rujna 2009.    | 20. svibnja 2010.  |
|        | 3      | 24      | 23. rujna 2010.    | 19. svibnja 2011.  |
|        | 4      | 24      | 22. rujna 2011.    | 17. svibnja 2012.  |
|        | 5      | 22      | 30. rujna 2012.    | 5. svibnja 2013.   |
|        | 6      | 22      | 19. rujna 2013.    | 18. svibnja 2014.  |
|        | 7      | 13      | 30. studenog 2014. | 18. veljače 2015.  |

## DVD izdanja
| Naziv DVD-a                | Broj epizoda | Datumi izdavanja | Datumi izdavanja    | Datumi izdavanja    |
| Naziv DVD-a                | Broj epizoda | Regija 1         | Regija 2 (UK)       | Regija 4 (AUS)      |
| -------------------------- | ------------ | ---------------- | ------------------- | ------------------- |
| The Complete First Season  | 23           | 22. rujna 2009.  | 8. ožujka 2010.     | 23. rujna 2009.     |
| The Complete Second Season | 23           | 21. rujna 2010.  | 8. studenog 2010.   | 10. studenog 2010.  |
| The Complete Third Season  | 24           | 20. rujna 2011.  | 10. listopada 2011. | 26. listopada 2011. |
| The Complete Fourth Season | 24           | 18. rujna 2012.  | 8. listopada 2012.  | 31. listopada 2012. |
| The Complete Fifth Season  | 22           | 17. rujna 2013.  | 14. listopada 2013. | 16. listopada 2013. |
| The Complete Sixth Season  | 22           | 30. rujna 2014.  | 20. listopada 2014. | -                   |

## Vanjske poveznice
- http://www.tv.com/shows/the-mentalist/  Arhivirana inačica izvorne stranice od 13. studenoga 2011. (Wayback Machine)